# Dragonetti de Torres
I Dragonetti de Torres (in origine Dragonetti) sono un'importante famiglia dell'Aquila, ascritta alla Nobiltà romana nel 1620.

## Storia
La famiglia Dragonetti viene considerata discendente di quella dei Bazzano, provenienti dall'omonima località della valle dell'Aterno. Nel 1178 ebbero la Signoria di Bazzano, nel 1362 quella di Orsa e Paterno, nel 1475 quella di Ripalta, oltre che ― per vicende matrimoniali ― la Baronia di Campana.
Tra il XIII e il XIV secolo si insediarono all'Aquila, nel quarto di San Giorgio, dove edificarono l'edificio oggi noto come palazzo Santospago Dragonetti. Il capostipite in quell'epoca era Giovanni da Bazzano, la cui lapide datata al 1406 è situata nella chiesa di Santa Maria in Monterone a Roma; il figlio di Giovanni, Dragonetto, maestro di re Ladislao I e della regina Giovanna II, diede poi il nome alla casata.
Nel XV secolo i Dragonetti ottennero il governatorato di Rocca di Mezzo ed espressero due camerlenghi alla guida della città tra il 1594 ed il 1595; il secondo di essi, Pompeo, consentì l'ingresso dei Gesuiti in città favorendo così il rinnovamento culturale ed urbanistico che caratterizzò il Seicento aquilano. Furono ascritti alla Nobiltà romana con diploma del 1620 e conferma del 1650. Nel 1704, Filippo V di Spagna concesse a Biagio Dragonetti il titolo di marchese.

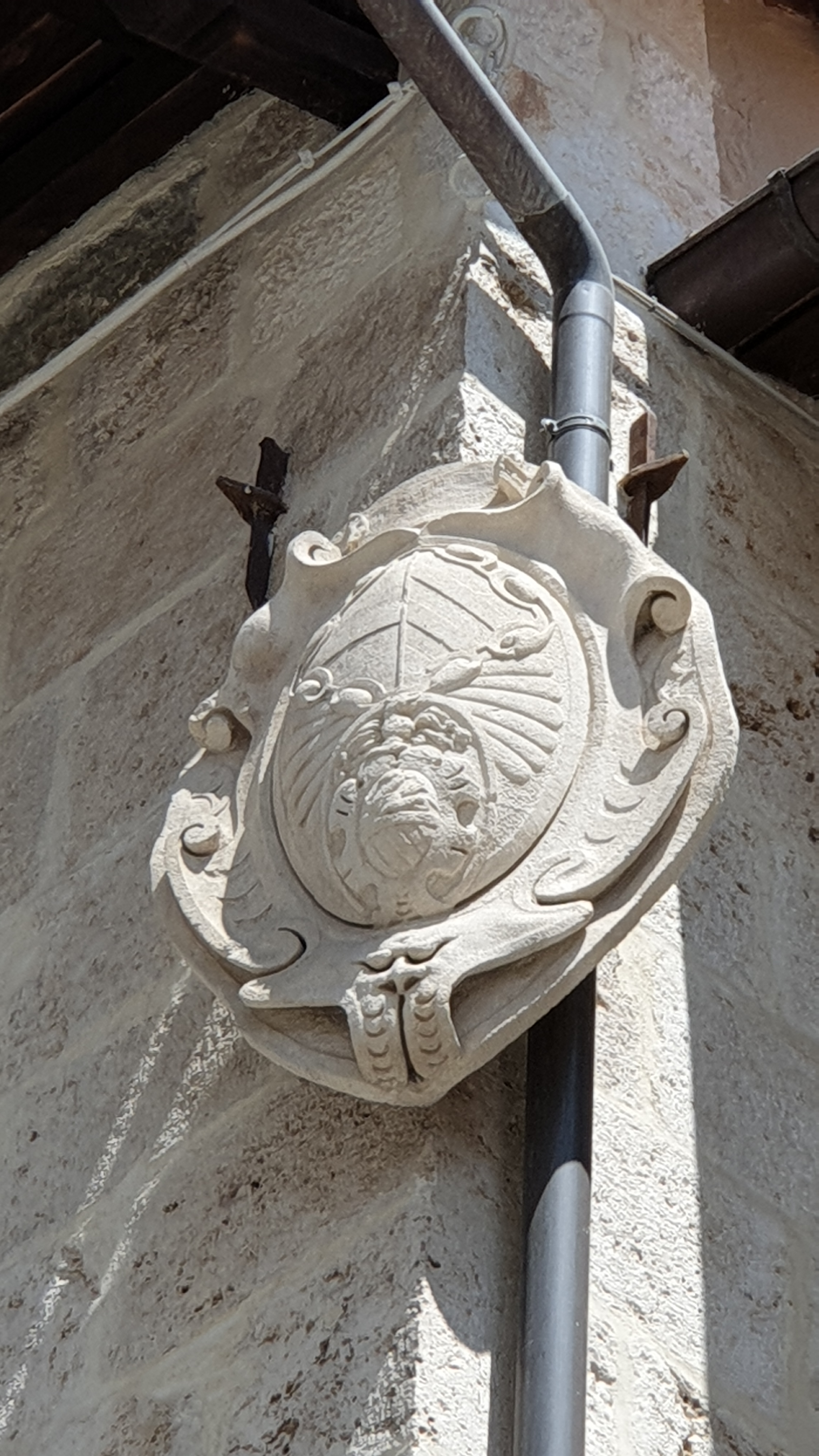
Antico stemma familiare sul palazzo Santospago Dragonetti.

Nel XVIII secolo si distinsero inoltre Giacinto (I) ― vescovo di Nusco dal 1703 al 1724, poi vescovo dei Marsi fino alla morte, avvenuta nel 1730 ―, Gaspare, poeta latino, e soprattutto Giacinto (II), insigne giurista e scrittore. Il secolo successivo vide l'ascesa di Luigi — importante politico di area cattolico-liberale, deputato del parlamento napoletano tra il 1820 e il 1821, ministro degli esteri del Regno delle Due Sicilie nel 1848 e senatore del Regno d'Italia dal 1861 al 1871 — e del figlio Giulio — importante patriota e, in seguito, consigliere comunale e studioso.
In precedenza, nel 1816, per mezzo del matrimonio tra lo stesso Luigi, nipote di Giacinto (II), e Laura de Torres, i Dragonetti si erano uniti ai de Torres; questi ultimi disponevano della Baronia di Cagnano e del Marchesato di Pizzoli rispettivamente acquistati nel 1572 e nel 1623. L'ultimo erede dei de Torres fu Ferdinando che morì nel 1861 senza eredi, cosicché il suo casato si estinse in quello dei Dragonetti. Con Regio Decreto del 2 ottobre 1897 la famiglia mutò ufficialmente nome in “Dragonetti de Torres”.
Tra gli esponenti del casato unito si cita Alfonso Dragonetti De Torres, importante storico nonché donatore dei terreni situati Campo Imperatore sui quali si realizzò l'omonima stazione invernale; una targa posta all'esterno dell'hotel Campo Imperatore ricorda questo lascito. La famiglia si estinse con i nipoti di Alfonso, Cosimo e Maria Laura; la linea dinastica prosegue con la famiglia De Agostini.

## Blasonatura
La blasonatura della famiglia Dragonetti è la seguente: D'argento alla fascia di rosso, sostenente un drago di verde linguato ed allumato di rosso, ed accompagnata in punta da tre bande del medesimo.
Una variante dello stemma ha la seguente blasonatura: D'argento alla fascia di rosso sostenente un drago di verde, linguato ed illuminato di rosso, ed accompagnato in punta da tre bande egualmente di rosso. Spesso lo stemma risulta inoltre caricato di altri simboli, tra cui quello della famiglia de Torres.

## Residenze

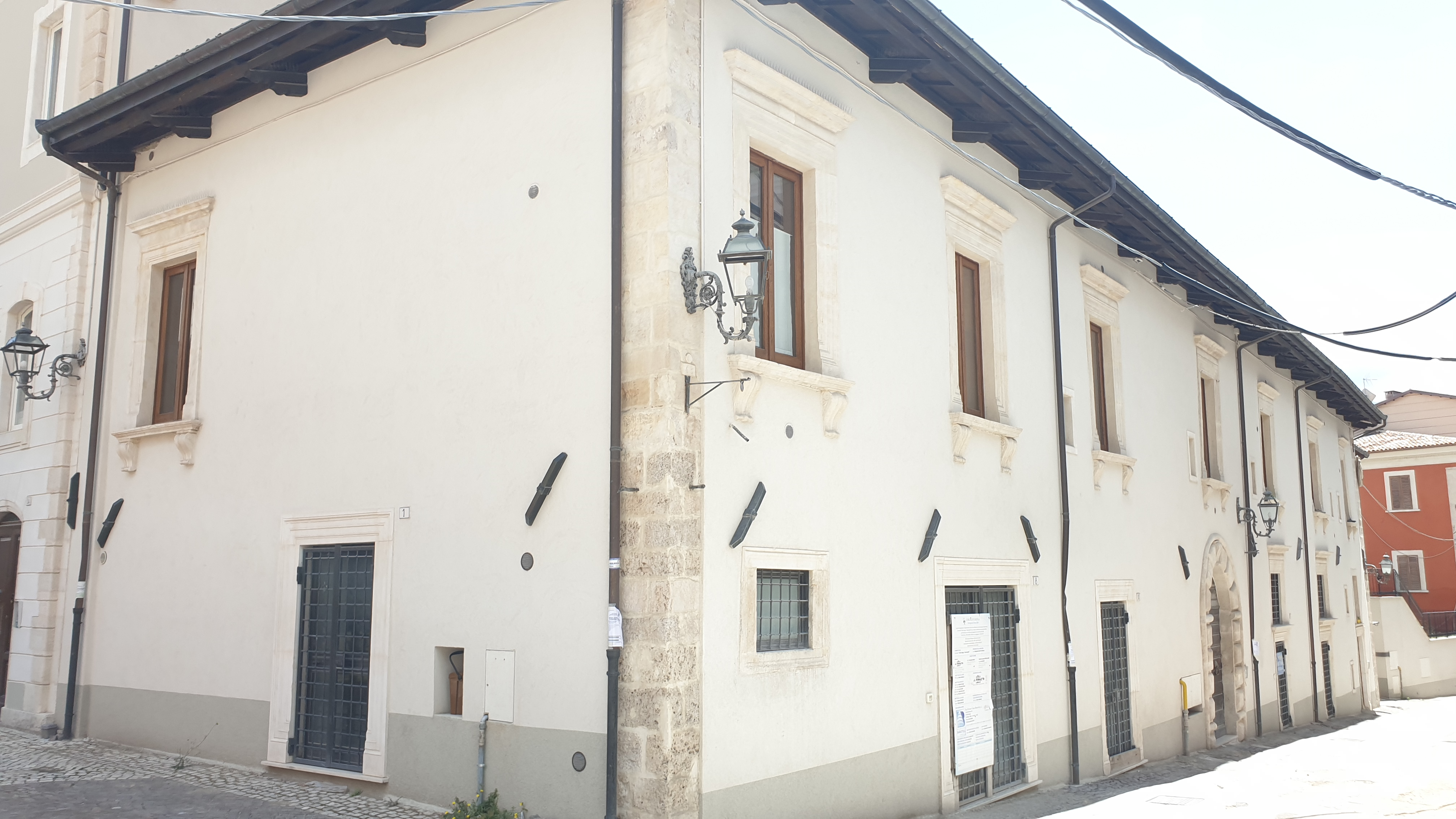
Il Palazzo Santospago Dragonetti in via Fortebraccio.

Famiglia tra le più importanti dell'Aquila, i Dragonetti vantano un cospicuo patrimonio immobiliare in città, storicamente diviso tra il quarto di San Giorgio (il quarto d'origine) e il quarto di San Giovanni (dove si trasferirono in seguito all'unione con i de Torres nel XIX secolo).
La prima residenza familiare fu il palazzo Dragonetti in via Santa Giusta, fatto edificare da Dragonetto nella prima metà del XV secolo e successivamente completato ad opera di Silvestro dell'Aquila. Nel XVI secolo la famiglia realizzò un nuovo palazzo in via Fortebraccio, oggi noto come palazzo Santospago Dragonetti, e nel XVII secolo prese possesso di un ulteriore edificio in piazza Santa Giusta, oggi noto come palazzo Alfieri Dragonetti de Torres. In seguito al matrimonio di Luigi Dragonetti con Laura de Torres, il casato acquisì i possedimenti della famiglia di quest'ultima, tra cui il maestoso palazzo in via Roio, già residenza della potente famiglia Antonelli e conosciuto oggi come palazzo Antonelli Dragonetti de Torres.

## Albero genealogico
Alberto genealogico della famiglia Dragonetti
|                                         |                                         |                            |                                       |                                       |                                    |                               |                                         |                                         |
|                                         |                                         |                            |                                       |                                       | Pompeo sp. Caterina ?              |                               |                                         |                                         |
|                                         |                                         |                            |                                       |                                       |                                    |                               |                                         |                                         |
|                                         |                                         |                            |                                       |                                       |                                    |                               |                                         |                                         |
|                                         |                                         |                            |                                       | Biagio sp. Isabel Chapín y Grajera    | Biagio sp. Isabel Chapín y Grajera |                               | Giambattista sp. Maria Giovanna Palmari | Giambattista sp. Maria Giovanna Palmari |
|                                         |                                         |                            |                                       |                                       |                                    |                               |                                         |                                         |
|                                         |                                         |                            |                                       |                                       |                                    |                               |                                         |                                         |
|                                         |                                         |                            | Gianfilippo sp. Lucia Dragonetti      | Gianfilippo sp. Lucia Dragonetti      | Michele                            | Michele                       | Lucia sp. Gianfilippo Dragonetti        | Lucia sp. Gianfilippo Dragonetti        |
|                                         |                                         |                            |                                       |                                       |                                    |                               |                                         |                                         |
|                                         |                                         |                            |                                       |                                       |                                    |                               |                                         |                                         |
|                                         | Giacinto                                | Giacinto                   | Giambattista sp. Mariangela Benedetti | Giambattista sp. Mariangela Benedetti | Teresa sp. Gian Lorenzo Centi      | Teresa sp. Gian Lorenzo Centi |                                         |                                         |
|                                         |                                         |                            |                                       |                                       |                                    |                               |                                         |                                         |
|                                         |                                         |                            |                                       |                                       |                                    |                               |                                         |                                         |
|                                         |                                         | Luigi sp. Laura de Torres  | Luigi sp. Laura de Torres             | Giovanni                              | Giovanni                           |                               |                                         |                                         |
|                                         |                                         |                            |                                       |                                       |                                    |                               |                                         |                                         |
|                                         |                                         |                            |                                       |                                       |                                    |                               |                                         |                                         |
|                                         | Giulio sp. Almina Rusconi               | Giulio sp. Almina Rusconi  | Giambattista                          | Giambattista                          |                                    |                               |                                         |                                         |
|                                         |                                         |                            |                                       |                                       |                                    |                               |                                         |                                         |
|                                         |                                         |                            |                                       |                                       |                                    |                               |                                         |                                         |
| Alfonso sp. Teresa Antonini Castiglione | Alfonso sp. Teresa Antonini Castiglione | Maria sp. Alfonso Cappelli | Maria sp. Alfonso Cappelli            |                                       |                                    |                               |                                         |                                         |
|                                         |                                         |                            |                                       |                                       |                                    |                               |                                         |                                         |
|                                         |                                         |                            |                                       |                                       |                                    |                               |                                         |                                         |
| Dragonetti de Torres ·                  |                                         |                            |                                       |                                       |                                    |                               |                                         |                                         |

Alberto genealogico della famiglia Dragonetti de Torres
|                                      |                                      |                                          |                                          |                                        |                                                  |                                                  |
|                                      |                                      | Alfonso sp. Teresa Antonini Castiglione  |                                          |                                        |                                                  |                                                  |
|                                      |                                      |                                          |                                          |                                        |                                                  |                                                  |
|                                      |                                      |                                          |                                          |                                        |                                                  |                                                  |
| Maria Laura sp. Agostino De Agostini | Maria Laura sp. Agostino De Agostini | Clementina sp. Giacomo Marescalchi Belli | Clementina sp. Giacomo Marescalchi Belli | Giambattista sp. Maria Emilia de Faria | Giambattista sp. Maria Emilia de Faria           |                                                  |
|                                      |                                      |                                          |                                          |                                        |                                                  |                                                  |
|                                      |                                      |                                          |                                          |                                        |                                                  |                                                  |
| De Agostini Dragonetti de Torres ·   | De Agostini Dragonetti de Torres ·   |                                          | Maria Elisa sp. Paolo Rutili             | Maria Elisa sp. Paolo Rutili           | Cosimo sp. Erika von Hartung Tagliavia d'Aragona | Cosimo sp. Erika von Hartung Tagliavia d'Aragona |